# Nina Persson
Nina Elisabet Persson (6. rujna 1974., Örebro, Närke, Švedska) je švedska pjevačica i tekstopisac. Glavni je vokal indie-pop sastava The Cardigans. Nina je također radila i kao solo umjetnik, objavivši dva albuma u projektu A Camp, pojavljuje se na albumu Monsieur Gainsbourg Revisited francuskog pjevača Serga Gainsbourga. Radila je s rock grupom Sparklehorse, te je član kolektiva The Cake Sale, koji je izdao jedan istoimeni album 2006. godine s ciljem prikupljanja novca za dobrotvorne svrhe.
Persson je svoj glumački debi imala u filmu Om Gud vill (hr. Ako Bog hoće) koji je objavljen 2006. godine.
Na albumu Send Away the Tigers velške alernativne rock grupe Manic Street Preachers pojavljuje se u pjesmi Your Love Alone Is Not Enough. Godine 2009. sudjeluje u pjesmi Sparklehorsa i Danger Mousa.
Od 16. lipnja 2001. Nina je u braku s američkim kompozitorom i autorom Nathanom Larsonom. Njihovo prvo dijete, sin Nils, rođen je 30. rujna 2010. Trenutačno borave u New Yorku.

## Diskografija Nine Persson

### Albumi
- 2001.: A Camp (87. mjesto na britanskoj top listi[1])
- 2009.: Colonia (114. mjesto na britanskoj top listi;[2] 10. mjesto na britansko-indijskoj top listi[3])

### Singlovi
- 1996.: "Desafinado" (samo japanska verzija)
- 2000.: "Theme from `Randall & Hopkirk (Deceased)'"[4]
- 2001.: "I Can Buy You" prva pjesma s albumaA Camp[1]
- 2002.: "Song for the Leftovers" druga pjesma s albuma A Camp
- 2007.: "Your Love Alone Is Not Enough," Manic Street Preachers i Nina Persson
- 2009.: "Stronger Than Jesus"  prva pjesma s albuma Colonia
- 2009.: "Love Has Left the Room" druga europska pjesma s albuma Colonia
- 2009.: "My America" druga švedska pjesma s albuma Colonia

### Suradnje i soundtrack nastupi
| Godina | Naslov pjesme                               | Glavni izvođač                   | Album                                  |
| ------ | ------------------------------------------- | -------------------------------- | -------------------------------------- |
| 1996.  | "Autumn Waltz"                              | Scents                           | Scents                                 |
| 1996.  | "Desafinado"                                | Nina Persson                     | 12 Standards                           |
| 1998.  | "Som Glas"                                  | Fläskkvartetten                  | Jag Ger Vad Som Helst För Lite Solsken |
| 1998.  | "Appalachian Lullaby"                       | Shudder To Think                 | First Love, Last Rites OST             |
| 1998.  | "J’en Ai Marre D’être Bleu"                 | Mathieu Boogaerts                | J’en Ai Marre D’être Deux              |
| 1999.  | "Is It Really Real?"                        | Nathan Larson                    | I Am Not Scared (Promo)                |
| 1999.  | "What the Hell Are You Crying For?"         | Nathan Larson                    | Desert Blue OST                        |
| 1999.  | "The Bluest Eyes in Texas"                  | Nina Persson                     | Boys Don't Cry OST                     |
| 2000.  | "Theme From Randall & Hopkirk (Deceased)"   | Nina Persson                     | Randall & Hopkirk (Deceased) OST       |
| 2000.  | "Lid"                                       | Ray Wonder                       | A New Kind of Love                     |
| 2001.  | "Losing My Religion"                        | Nina Persson                     | Lad De Små Børn OST                    |
| 2001.  | "Gold Day"                                  | Sparklehorse                     | It's A Wonderful Life                  |
| 2001.  | "Apple Bed"                                 | Sparklehorse                     | It's A Wonderful Life                  |
| 2001.  | "Just Because A Man Expects Me To"          | Nathan Larson                    | Jealous God                            |
| 2001.  | "Exit Smiling"                              | Nathan Larson & Patrik Bartosch  | The Château OST                        |
| 2002.  | "Bängen Trålar"                             | Soundtrack Of Our Lives          | Nationalsånger                         |
| 2003.  | "Friends"                                   | Backyard Babies                  | Stockholm Syndrome                     |
| 2004.  | "Dirty Love"                                | Division Of Laura Lee            | Das Not Compute                        |
| 2004.  | "Fiction"                                   | Nathan Larson                    | FilmMusik                              |
| 2004.  | "Le Pont De La Tristesse"                   | Nathan Larson                    | FilmMusik                              |
| 2004.  | "Miss You"                                  | Marit Bergman                    | Baby Dry Your Eyes                     |
| 2004.  | "Outro"                                     | Marit Bergman                    | Baby Dry Your Eyes                     |
| 2004.  | "Prom Night"                                | Sir Eric Beyond                  | The Beauty Of Nature EP                |
| 2005.  | "You Hate My Beautiful Love"                | Monkeystrikes                    | You Hate My Beautiful Love             |
| 2005.  | "Flyg Min Väg"                              | Freddie Wadling                  | Jag är Monstret                        |
| 2005.  | "Aviva Pastoral"                            | Nathan Larson                    | Palindromes OST                        |
| 2005.  | "Lullaby (Aviva's and Henrietta's Theme)"   | Nathan Larson                    | Palindromes OST                        |
| 2005.  | "Up On A Cloud"                             | Nathan Larson                    | Palindromes OST                        |
| 2005.  | "Roaring 40's"                              | Christian Kjellvandar            | Faya                                   |
| 2005.  | "Little Fish Theme"                         | Nathan Larson                    | Little Fish OST                        |
| 2006.  | "Angel's Fall (Sorry Angel)"                | Nina Persson                     | Monsieur Gainsbourg Revisited          |
| 2006.  | "Dead Leaves and the Dirty Ground"          | Nina Persson                     | Om Gud Vill OST                        |
| 2006.  | "Itämaista Rakkautta (Oriental Love)"       | Nina Persson                     | Om Gud Vill OST                        |
| 2006.  | "Black Winged Bird"                         | Nina Persson                     | The Cake Sale                          |
| 2007.  | "Your Love Alone Is Not Enough"             | Manic Street Preachers           | Send Away the Tigers                   |
| 2007.  | "Your Love Alone... (Nina Solo Acoustic)"   | Manic Street Preachers           | Your Love Alone Is Not Enough          |
| 2007.  | "Vänner"                                    | Svante Thuresson                 | Svante Thuresson och Vänner            |
| 2008.  | "Land Of A Thousand Dances"                 | Dave Cloud & The Gospel Of Power | Pleasure Before Business               |
| 2008.  | "Baby You Got Me Wrong"                     | Florian Horwath                  | Sleepyhead                             |
| 2008.  | "Why'd You Come In Here Looking Like That?" | Jill Johnson                     | Music Row                              |
| 2009.  | "Electric Flowers" (w/ RZA)                 | N.A.S.A.                         | The Spirit of Apollo                   |
| 2009.  | "Tears From A Child's Eye"                  | Nicolai Dunger                   | Play                                   |
| 2009.  | "Daddy's Gone"                              | Dangermouse/Sparklehorse         | Dark Night of the Soul                 |
| 2009.  | "Electraglide"                              | Aurelio Valle                    | Zarte Parasiten OST                    |
| 2010.  | "Brothers In Arms"                          | Georg Wadenius                   | Reconnection                           |
| 2010.  | "The Blues"                                 | Primary 1                        | Record Store Day 10"                   |
| 2011.  | "Cowboys and Hobos"                         | Nathan Larson                    | My Idiot Brother OST                   |
| 2011.  | "The End Of The Line"                       | Lars Bygden                      | Songs I Wrote                          |
| 2012.  | "Make Believe"                              | James Iha                        | Look to the Sky                        |
| 2012.  | "Till Next Tuesday"                         | James Iha                        | Look to the Sky                        |
| 2012.  | "I Swung the Election"                      | The Citizens Band                | Grab A Root and Growl                  |

## Vanjske poveznice
- Nina Persson na imdb.com
- My City, My Life Razgovor s Ninom Persson na CNN-u, siječanj 2009.